# 飯蒸し
飯蒸し（いいむし）は日本料理で、魚介類をもち米とともに蒸したもの。
魚介類は主に白身の魚が用いられ、マダイやアマダイ、シラウオなどである。
会席料理などでは飯の代わりに用いられることもある。